# Jean-François Daviau
Jean-François Daviau – kanadyjski zapaśnik walczący w stylu wolnym. Wicemistrz igrzysk frankofońskich w 1994 roku. Zawodnik Uniwersytetu Concordia.